# Radziwon (imię)
Radziwon – używane do dziś na Białorusi imię męskie pochodzenia greckiego. Imię to wywodzi się od słowa „rodeos” (pol. różowy) lub nazwy własnej „Rodion”, czyli dosłownie mieszkaniec wyspy Rodos.  Imię cerkiewne Rodion, ros. Rodion, potocznie Rodiwon, biał. Radziwon, Radzijon, ukr. Radion, Radywon. Imię Radziwon poświadczone jest na Białostocczyźnie w 1560 roku w Lustracji Dziewiałtowskiego miasta Narwi zapadłej w roku.
W regionach Polski przeważnie pełni funkcję nazwiska. Występuje w Białymstoku (71 mieszkańców) i na pozostałych terenach Podlasia, m.in. w Augustowie, Ciechanowcu, Dąbrowie Białostockiej, Dolistowie, Goniądzu, Grabowie, Kleosinie, Łapach, Supraślu, Suwałkach, Turośni Kościelnej i Zawykach.